# Konwój HX-65
Konwój HX-65 – aliancki konwój podczas II wojny światowej płynący z Halifaksu w Kanadzie do Liverpoolu w Wielkiej Brytanii.
Między 24 a 25 sierpnia 1940 trzy U-Booty, które patrolowały rejon Hebrydów (U-47, U-57 oraz U-124) zatopiły sześć transportowców o łącznym tonażu 37 284 BRT z konwojów HX-65 oraz HX-65A.
Dzień później 12 samolotów Luftwaffe (4 He-115 oraz 8 Ju 88) zatopiło dodatkowo dwa statki (łącznie 16 472 BRT).